# 中央スーパー

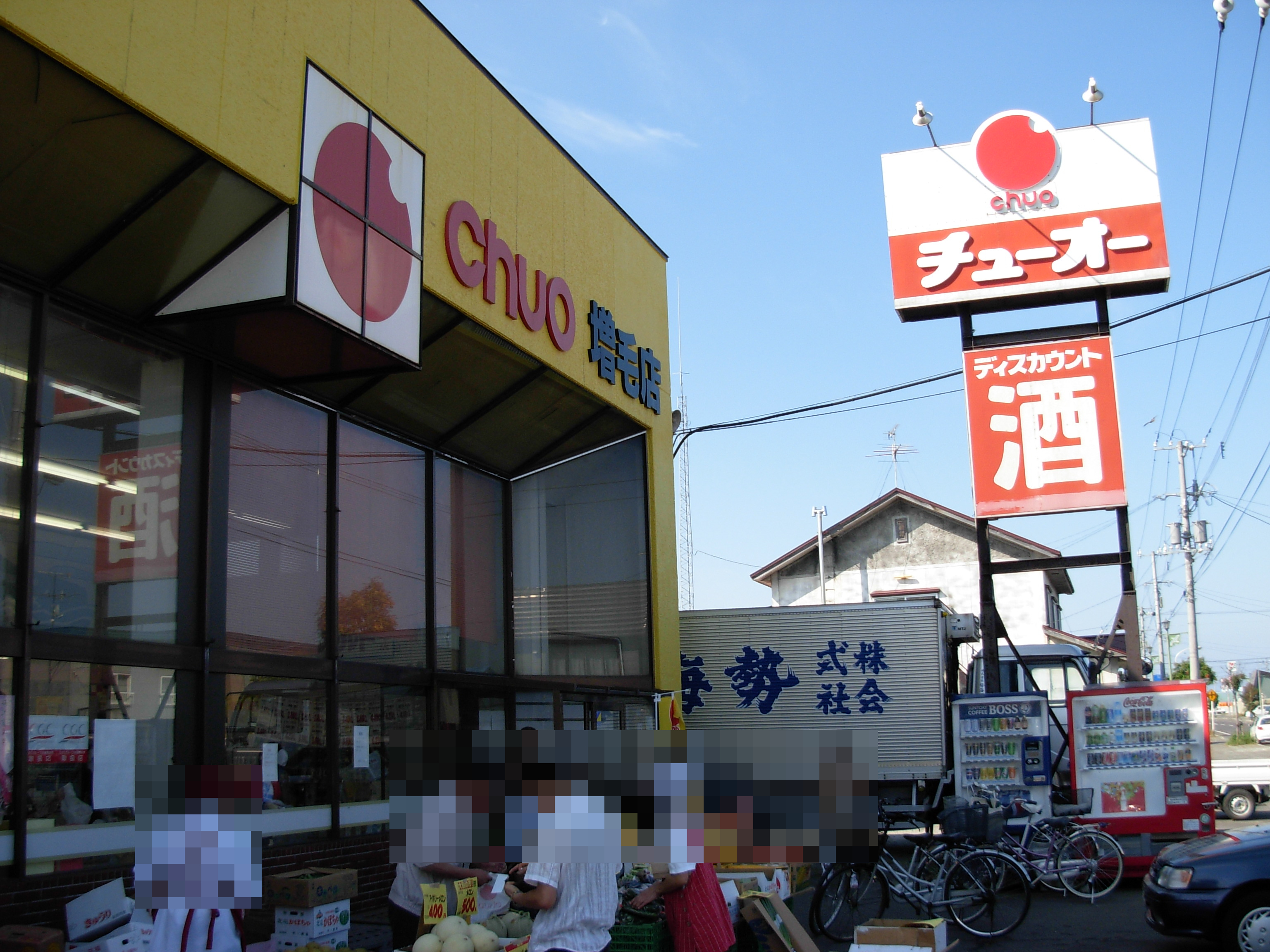
チューオー増毛店（2007年9月）
※2025年5月6日閉店

株式会社中央スーパー（ちゅうおうスーパー）は、北海道の留萌地方でスーパーマーケット「チューオー」を営む企業。本項目で扱う「中央スーパー」は北海道留萌地方で展開しているスーパーであり、他都府県で展開している、あるいは展開されていた「中央スーパー」とは関係がない。

## 概要
1950年5月に創業し、法人としては1962年4月に設立された。本店を北海道留萌市錦町3丁目1番33号に置く。
2007年12月、アークスグループの株式会社アークスを介して、同グループの株式会社ふじ（後の株式会社道北アークス）と業務提携。アークスグループには属していないが、同グループのポイントカードであるアークスRARAカードを使用することができた。
2019年6月16日付でアークス・道北アークスとの提携を解消、翌17日にコープさっぽろとの業務提携に向けた基本合意書を締結した。さらに2019年11月中旬、自力再建を断念し、コープさっぽろの関連会社コープトレーディングが6割強出資することになった。経緯としては、当社の累積損失が膨らむ中、経営再建案としてコープさっぼろの案が受け入れられたことによる。
提携を結んだコープさっぽろの店舗展開とも調整が図られ、2019年7月28日に羽幌店、2024年1月31日に遠別店、2025年5月6日に増毛店を閉店した（後述）。

## 沿革
- 1950年（昭和25年）5月 - 創業。
- 1962年（昭和26年）4月 - 会社設立。
- 2007年（平成19年）12月 - ふじ（現：道北アークス）と業務提携[1]。
- 2010年（平成22年）5月 - 自社開発の「豚ジスカン」を全道で発売[4]。
- 2017年（平成29年）1月25日 - 留萌振興局と防災や食・観光の振興などの包括連携協定を結ぶ[5][6]。
- 2019年（令和元年）
  - 6月16日 - 道北アークスとの業務提携を解消[2]。
  - 時期不詳 - ポイントカードとしてアークスRARAカードの取り扱いを終了[7]。
  - 7月5日 - ポイントカードとしてEZOCAを導入[8]。
  - 11月 - コープさっぽろの関連会社化[3]。

## 店舗
出典:
- 本店（北海道留萌市錦町3丁目1-33）

- 天塩店（北海道天塩郡天塩町新栄通11丁目）

### 過去に存在した店舗
- 深川店（深川市）[10]
- 奈井江店（奈井江町、2012年2月20日閉店[11]）

跡地には2012年9月15日に道北アークスが「スーパーチェーンふじ アシルマート奈井江店」を開店。
- 沖見団地店（留萌市沖見町、1991年6月開店 - 2013年閉店）
- （初代）羽幌店（羽幌町南3条4丁目、1983年2月開店 - 2006年閉店）

下記の店舗に移転。
- （2代目）羽幌店（羽幌町、2006年5月20日開店 - 2012年閉店）

町内に開業した商業施設「ハートタウンはぼろ」1階に核店舗として出店。
後継テナントとしてコープさっぽろがはぼろ店を2014年4月25日に開店している
- （3代目）羽幌店（羽幌町南3条4丁目、2012年7月開店 - 2019年7月28日閉店[7]）

初代店舗に出戻りする形で再移転した。その後、当社が提携を結んだコープさっぽろとの競合を避ける為に閉店。
- 遠別店（遠別町、2024年1月13日閉店）

店舗の老朽化が進んでおり、同町の「Aコープえんべつ店」（るもい農業協同組合運営）の跡地にコープさっぽろの出店が決まったことを機に、2024年1月31日に閉店した。
- 増毛店（増毛郡増毛町畠中町1丁目5[17]、2025年5月6日閉店）

コープさっぽろが引き継ぎ、同年5月30日にコープさっぽろましけ店としてオープン。

## 豚ジスカン
豚ジスカン（トンジスカン）は、羽幌店店長が開発した羊肉の代わりに豚肉を使用したジンギスカンで、中央スーパーのオリジナル商品。姉妹品に鶏肉を使ったチキンジスカンがある。
2010年5月に北海道で発売され、同年10月にふるさと小包に採用された。
ふるさと納税制度で留萌市の返礼品に採用された。